# Calloruza
Calloruza é um gênero de traça pertencente à família Arctiidae.